# Sosnowica (powiat radomski)
Sosnowica – kolonia w Polsce, w województwie mazowieckim, w powiecie radomskim, w gminie Zakrzew.
W skład sołectwa wchodzą Kolonia Piaski, Gózdek, Gustawów i Sosnowica. W 2023  sołectwo liczyło 567 mieszkańców.
Do 2023 miejscowość była przysiółkiem wsi Dąbrówka Podłężna.
W latach 1975–1998 przysiółek administracyjnie należał do województwa radomskiego.
Według Słownika geograficznego Królestwa Polskiego z roku 1890 Sosnowica alias Sosnowice, wieś z folwarkiem i osada młynarska nad rzeką Radomką, powiat radomski, gmina Wielogóra, parafia Cerekiew, odległa od Radomia w kierunku na północny zachód 11 wiorst, posiadała młyn wodny, 6 domów i 26 mieszkańców. 40 mórg dworskiej i 45 mórg ziemi włościańskiej. Wchodziła w skład dóbr Dąbrówka Podłężna, [w:] Słownik geograficzny Królestwa Polskiego, t. I: Aa – Dereneczna, Warszawa 1880, s. 934..
Wierni Kościoła rzymskokatolickiego należą do parafii św. Mikołaja w Jankowicach lub  do parafii NMP Nieustającej Pomocy w Dąbrówce Nagórnej.